# Bulletin officiel des lois et arrêtés royaux de la Belgique
Het Bulletin officiel des lois et arrêtés royaux de la Belgique was van 1830 tot 1845 het eerste officiële publicatieblad van België. In het Nederlands heette het Staetsblad der wetten en koninklyke besluiten van België, niet te verwarren met het Belgisch Staatsblad dat in 1831 parallel werd opgericht. Na 1845 gebeurden de bekendmakingen in die laatste, exclusief Franse publicatie en leefde het eerste blad voort als een periodieke wetsverzameling waarin ook officieuze Nederlandse vertalingen waren opgenomen.

## Geschiedenis
Vlak na de afscheuring vertrouwde het jonge België de uitgave van een publicatieblad toe aan Louis-Michel de Weissenbruch. Hij drukte de Premiers actes du gouvernement de la Belgique (24-27 septembre 1830). Vervolgens publiceerde de drukker op last van het Voorlopig Bewind het Bulletin des arrêtés et actes du Gouvernement provisoire de la Belgique. 41 nummers daarvan verschenen van 1 oktober tot 7 december 1830. Nog datzelfde jaar ontstond het Nationaal Congres en kreeg het blad de nieuwe naam Bulletin officiel des décrets du Congrès national de la Belgique, et des arrêtés du Pouvoir exécutif. Het publiceerde onder meer het ontwerp van Belgische Grondwet. Het Voorlopig Bewind benoemde op 15 februari 1831 Joseph Ferdinand Toussaint als nieuwe directeur van het Bulletin. Na de installatie van koning Leopold I van België luidde de nieuwe titel Bulletin officiel des lois et arrêtés royaux de la Belgique.
Bij besluit van 16 november 1830 bepaalde het Voorlopig Bewind dat het Bulletin Officiel in het Frans zou verschijnen. De superioriteit van het Frans werd bevestigd door de wet van 19 september 1831. De losse nummers verschenen enkel in het Frans, maar in de semestriële bundels van het Staetsblad werd tegenover de Franse wetteksten ook een officieuze Nederlandse vertaling afgedrukt op de rechterpagina.
De wet van 28 februari 1845 bepaalde dat de officiële bekendmakingen voortaan zouden geschieden in de Moniteur Belge. Het Bulletin Officiel werd omgevormd tot een Recueil des lois et arrêtés royaux de Belgique waarin de teksten uit de Moniteur periodiek werden verzameld. Ten behoeve van de Nederlandstalige gemeenten bevatten deze bundels een "Vlaemsche vertaling" (artikel 5). In het Nederlands heette deze publicatie Verzameling der wetten en koninklijke besluiten van België. Hoewel de Gelijkheidswet in 1898 het Nederlands binnenbracht in het Belgisch Staatsblad, bleef de Verzameling der wetten onder licht wijzigende benamingen bestaan tot de opkomst van het internet in de jaren 90 van de 20e eeuw.

## Voetnoten
1. ↑  Els Witte, Belgische republikeinen. Radicalen tussen twee revoluties, 1830-1850, 2020, p. 134
2. ↑  Artikel 2, tweede lid van de Loi du 19 septembre 1831 concernant la sanction et la promulgation des lois. Gearchiveerd op 8 juni 2023.
3. ↑  Yves Quairiaux, L'Image du Flamand en Wallonie. Essai d'analyse sociale et politique, 1830-1914, 2006, p. 18-19
4. ↑  Artikel 2, eerste lid van de Loi du 19 septembre 1831 concernant la sanction et la promulgation des lois
5. ↑  Wet van 28 februari 1845 voortschryvende eene nieuwe wyze van bekrachtiging en afkondiging der wetten en van bekendmaking der wetten en besluiten